# Jorma Ojaharju
Jorma Ojaharju, född 16 oktober 1938 i Vasa, död 8 februari 2011 i Helsingfors, var en finländsk romanförfattare. Han var känd som arbetarförfattare med bakgrund som sjöman, men han hade tidigare även varit hamnarbetare, dykare och boxare.
Under sin långa författarkarriär skrev han 40 böcker och var en central gestalt i de finländska litteraturkretsarna under 1960- och 1970-talen. Hans mest kända verk är Vasatrilogin Valkoinen kaupunki (1976), Paremmassa maailmassa (1979) och Maa kallis isien (1982). Trilogins första del, Den vita staden, utkom 1978 på svenska i översättning av Nils-Börje Stormbom. Boken nominerades år 1979 till Nordiska rådets litteraturpris. I trilogin skildrar han livet i Vasa från inbördeskriget 1918 fram till 1970-talet.
Ojaharju vann FM-silver i boxning år 1963.
Ojaharju var hedersmedlem i kulturföreningen Kiila och fick statlig konstnärspension från och med 2001. Han är begravd på Sandudds begravningsplats i Helsingfors.